# G6
O G6 uma designação do grupo dos 6 países mais industrializados, desenvolvidos economicamente e de maior importância no cenário mundial atual. Entre eles estão em ordem de importância: Estados Unidos da América, Japão, Alemanha, França, Reino Unido e Itália, isto é, os 6 primeiros países do G8.
Atualmente utiliza-se mais comumente a denominação G8, devido a inclusão do Canadá em 1976 e da Rússia em 1998 no grupo.